# Clio piatkowskii
Clio piatkowskii is een slakkensoort uit de familie van de Cavoliniidae. De wetenschappelijke naam van de soort is voor het eerst geldig gepubliceerd in 1992 door van der Spoel, Schalk & Bleeker.